# FREE WAVE
FREE WAVE（フリー・ウェイヴ）は、かつて天神エフエム株式会社（現：ラブエフエム国際放送）が福岡市及びその近郊で実施していたコミュニティFMラジオ放送。コールサインはJOZZ0AA-FM。

## 概要

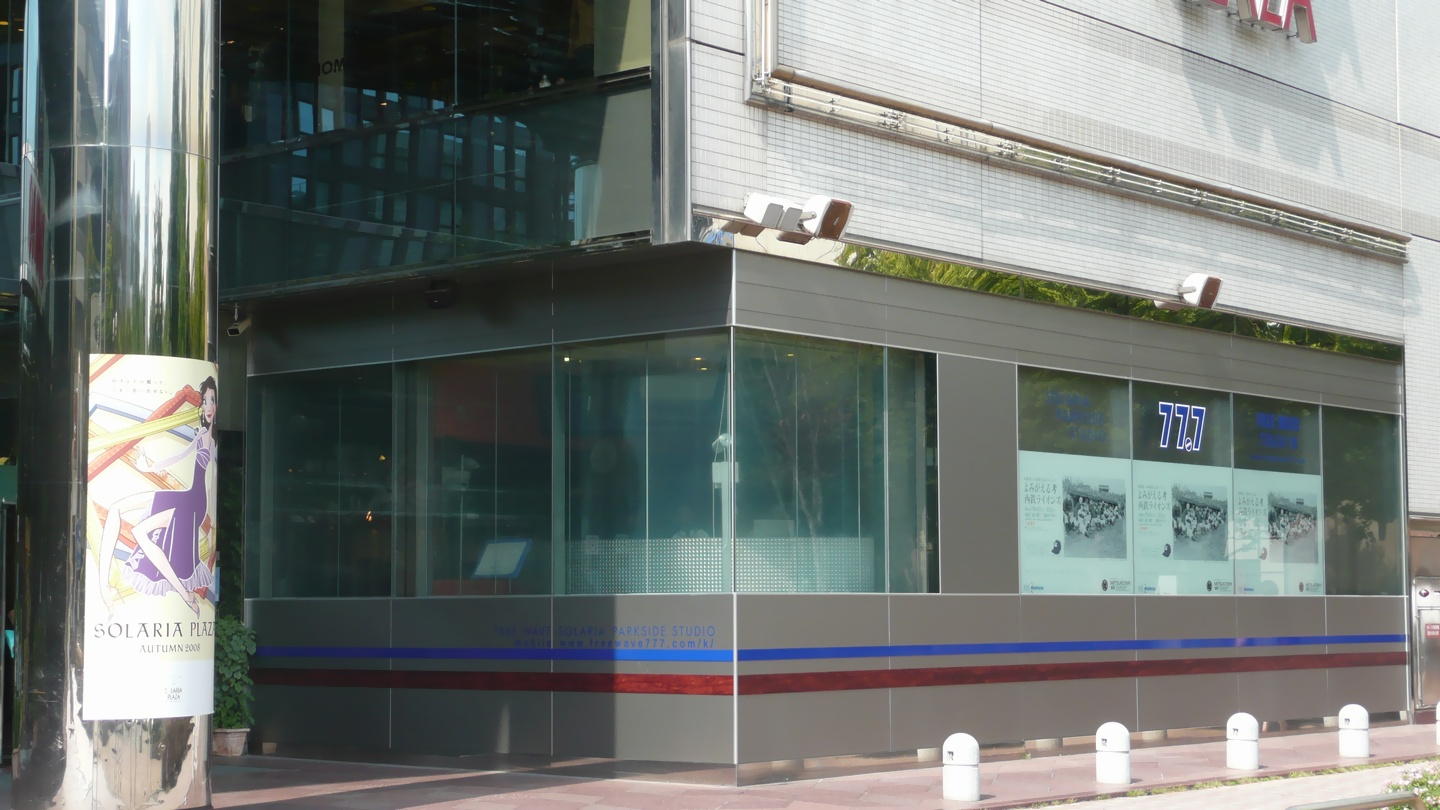
ソラリアパークサイドスタジオ（コミュニティFM「FREE WAVE」時代、2008年）

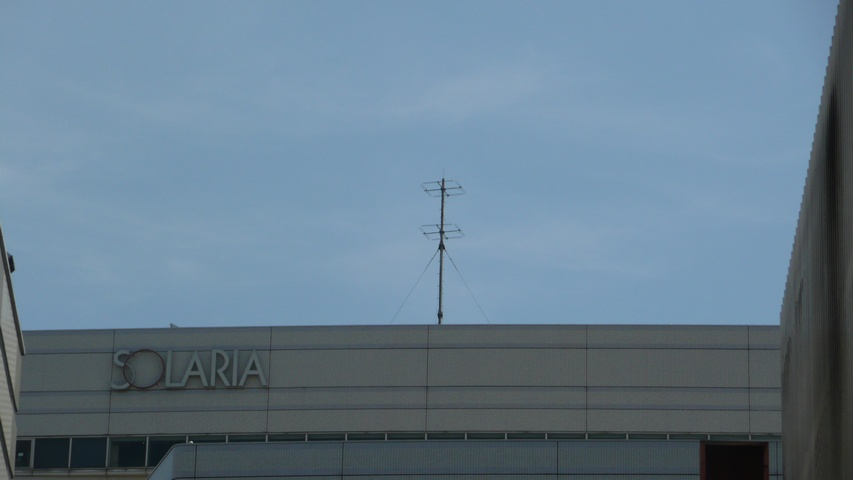
コミュニティFM時代の送信アンテナ

コミュニティFM局としては、サテライトスタジオを設けているソラリアプラザビル屋上に送信アンテナを設け福岡市中心部に電波を出していたほか、J:COM福岡（78.3MHz）、九州地区のUSEN440・CG-31chでも再送信を行っていた。
2010年（平成22年）6月5日に福岡の新聞各紙で、福岡県を含む九州北部を主な放送対象地域とした外国語放送局・九州国際エフエム (Love FM) の事業を西鉄が引き受ける方向で検討に入ったと一斉に報じられたが、これが実際に行われた場合、西鉄のLove FMへの出資比率が10%を越えるとマスメディア集中排除原則の出資規制（放送対象地域が重複する場合、同一の者が両者の10分の1を超える議決権の保有を禁止する）に抵触するため、Love FMへの出資比率を10%以内に抑えるか（この場合は西鉄が共同スポンサーを捜す必要に迫られる）、天神エフエムへの出資比率を10%未満に引き下げるかのいずれかを迫られることになり、その行方が注目されていた。
2010年11月22日に九州国際エフエムと天神エフエムとの間で吸収分割を行い、九州国際エフエムの超短波放送事業（Love FM事業）を天神エフエムに承継させることが両者の株主総会で承認され、両社から発表された。両社からは総務省九州総合通信局に放送免許の承継の認可申請を行い、12月22日に同局が認可している。
天神エフエムはコミュニティ放送「FREE WAVE」としての放送を2011年1月1日午前0時をもって終了し、同日より「Love FM」のステーションネーム・放送周波数を継承して九州北部での外国語放送を開始した。免許承継の関係上、2月28日までは天神エフエムによる「Love FM」としての放送も九州国際エフエムが所有していた岩田屋本店内のスタジオから行われたが、3月1日からは、ソラリアプラザ内サテライトスタジオからの放送に切り替えた。

## 沿革
- 1996年4月1日 - 天神エフエム株式会社を設立
- 1996年10月1日 - 開局。当時はNHK福岡放送会館跡（現・岩田屋新館）を使用。岩田屋工事開始直前にソラリアプラザ7階に移転し、後に現在地へ移転。開局構想を出したのは九州初であったが、実際の開局では熊本市のFM791に先を越された。
- 1999年9月1日 - コミュニティFM局に関する技術的規制緩和を受け、この日より出力がこれまでの10Wから20Wに増力。
- 2004年10月1日 - 開局時からあったソラリアプラザ1階のサテライトスタジオが3ヶ月の改装工事を経て、ソラリアパークサイドスタジオとしてリニューアルオープン。
- 2005年7月1日 - SimulRadioを通じて、インターネット上で自主制作番組に限り試験的に配信。後に停止。
- 2010年11月22日 - 九州国際エフエムとの間で吸収分割を行い、九州国際エフエムの「Love FM」事業を天神エフエムが引き受ける事を両者の株主総会で決議。
- 2010年12月22日 - 総務省九州総合通信局が「Love FM」事業にかかる放送免許の承継を承認。
- 2011年1月1日 - 午前0時をもって「FREE WAVE」の放送を終了、「Love FM」放送開始。FREE WAVEとしての最後の番組は大田こぞうとSACHがパーソナリティを務めた「特別囲碁～サヨナナナナナナ」（22:00 - 24:00に放送。「囲碁」はかつて放送された番組。ナナナナナナは〝FREE WAVE TENJIN FM 77.7〟の周波数にかけてある）であった。

## 番組編成の特徴
全国のコミュニティ放送の中でも特に自社製作番組が多く、深夜を除いてはほとんどが自社制作であった。開局当時からの生え抜きのパーソナリティもいた中で、新人発掘を時折行っていた。他のコミュニティ局には多いボランティアDJが少なく、地元ローカルタレントやモデル、ミュージシャンなどの若手パーソナリティを積極的に起用した。
生放送の番組では、時報の直後に西日本新聞社提供のニュースと天気予報を放送。17時は福岡県警福岡中央警察署提供でひったくり犯罪についてのニュース、21時は同署提供で交通事故に関する情報も放送した。
なおコミュニティ放送では珍しく、来福したアーティストを他の民放同様ゲストに迎え、その模様は西鉄天神バスセンターの大型ヴィジョンで同時公開された。
東京コミュニケーション放送から「CLUB RADIO DICTIONARY」を異時ネットしていた時期もある。

## OAされていた楽曲
「ホットスピン」と称して、集中的に一定の曲を流していた。洋楽・邦楽が1曲ずつで、月に1度更新。また主に番組を発信するスタジオが狭いため、リアルタイムでリスナーからのリクエスト曲に応えられず、そのために選曲は各パーソナリティ、ディレクターに任されたため、番組により放送される楽曲の色合いが大きく異なっていた。

## 2010年12月31日までの主な番組
ワイド番組のほとんどはパークサイドスタジオから放送された。
☆印はLove FMに引き継がれた番組。/◆はSHIBUYA-FM制作の番組
| 時 | 分 | 月曜日 | 火曜日 | 水曜日 | 木曜日 | 金曜日 | 土曜日                                                                                        | 日曜日 |
| -- | -- | --- | --- | --- | --- | --- | --------------------------------------------------------------------------------------------- | --- |
| 6  | 00 | insomniac | insomniac | insomniac | insomniac | insomniac | insomniac（24:00 - 8:00）                                                                     | insomniac（24:00 - 8:00） |
| 7  | 00 | MORNING WAVE DJ：（月 - 木）JUN /（金）佐藤ともやす - 7:05 Click Headline - 7:55 天神サイト12星座占い - 8:10 Today's Wave - 8:30 (金) Cafeのある毎日に。 - 8:55 天神サイト12星座占い | MORNING WAVE DJ：（月 - 木）JUN /（金）佐藤ともやす - 7:05 Click Headline - 7:55 天神サイト12星座占い - 8:10 Today's Wave - 8:30 (金) Cafeのある毎日に。 - 8:55 天神サイト12星座占い | MORNING WAVE DJ：（月 - 木）JUN /（金）佐藤ともやす - 7:05 Click Headline - 7:55 天神サイト12星座占い - 8:10 Today's Wave - 8:30 (金) Cafeのある毎日に。 - 8:55 天神サイト12星座占い | MORNING WAVE DJ：（月 - 木）JUN /（金）佐藤ともやす - 7:05 Click Headline - 7:55 天神サイト12星座占い - 8:10 Today's Wave - 8:30 (金) Cafeのある毎日に。 - 8:55 天神サイト12星座占い | MORNING WAVE DJ：（月 - 木）JUN /（金）佐藤ともやす - 7:05 Click Headline - 7:55 天神サイト12星座占い - 8:10 Today's Wave - 8:30 (金) Cafeのある毎日に。 - 8:55 天神サイト12星座占い | insomniac（24:00 - 8:00）                                                                     | insomniac（24:00 - 8:00） |
| 8  | 00 | MORNING WAVE DJ：（月 - 木）JUN /（金）佐藤ともやす - 7:05 Click Headline - 7:55 天神サイト12星座占い - 8:10 Today's Wave - 8:30 (金) Cafeのある毎日に。 - 8:55 天神サイト12星座占い | MORNING WAVE DJ：（月 - 木）JUN /（金）佐藤ともやす - 7:05 Click Headline - 7:55 天神サイト12星座占い - 8:10 Today's Wave - 8:30 (金) Cafeのある毎日に。 - 8:55 天神サイト12星座占い | MORNING WAVE DJ：（月 - 木）JUN /（金）佐藤ともやす - 7:05 Click Headline - 7:55 天神サイト12星座占い - 8:10 Today's Wave - 8:30 (金) Cafeのある毎日に。 - 8:55 天神サイト12星座占い | MORNING WAVE DJ：（月 - 木）JUN /（金）佐藤ともやす - 7:05 Click Headline - 7:55 天神サイト12星座占い - 8:10 Today's Wave - 8:30 (金) Cafeのある毎日に。 - 8:55 天神サイト12星座占い | MORNING WAVE DJ：（月 - 木）JUN /（金）佐藤ともやす - 7:05 Click Headline - 7:55 天神サイト12星座占い - 8:10 Today's Wave - 8:30 (金) Cafeのある毎日に。 - 8:55 天神サイト12星座占い | 今日も笑顔に!ファミリアソングズ DJ：小柳有紀                                                  | ぼくらはみんなで生きている DJ：大田こぞう |
| 9  | 00 | morning contact DJ：貝原亜弥・ポンセ歩 - 10:57 - フリーウェイブ防災袋 | morning contact DJ：貝原亜弥・ポンセ歩 - 10:57 - フリーウェイブ防災袋 | morning contact DJ：貝原亜弥・ポンセ歩 - 10:57 - フリーウェイブ防災袋 | morning contact DJ：貝原亜弥・ポンセ歩 - 10:57 - フリーウェイブ防災袋 | morning contact DJ：貝原亜弥・ポンセ歩 - 10:57 - フリーウェイブ防災袋 | SAKAZAKIの局 DJ：坂崎隆一                                                                     | ぼくらはみんなで生きている DJ：大田こぞう |
| 9  | 30 | morning contact DJ：貝原亜弥・ポンセ歩 - 10:57 - フリーウェイブ防災袋 | morning contact DJ：貝原亜弥・ポンセ歩 - 10:57 - フリーウェイブ防災袋 | morning contact DJ：貝原亜弥・ポンセ歩 - 10:57 - フリーウェイブ防災袋 | morning contact DJ：貝原亜弥・ポンセ歩 - 10:57 - フリーウェイブ防災袋 | morning contact DJ：貝原亜弥・ポンセ歩 - 10:57 - フリーウェイブ防災袋 | ボサノヴァ旅館いそしぎ DJ：西島浩一朗                                                         | ぼくらはみんなで生きている DJ：大田こぞう |
| 10 | 00 | morning contact DJ：貝原亜弥・ポンセ歩 - 10:57 - フリーウェイブ防災袋 | morning contact DJ：貝原亜弥・ポンセ歩 - 10:57 - フリーウェイブ防災袋 | morning contact DJ：貝原亜弥・ポンセ歩 - 10:57 - フリーウェイブ防災袋 | morning contact DJ：貝原亜弥・ポンセ歩 - 10:57 - フリーウェイブ防災袋 | morning contact DJ：貝原亜弥・ポンセ歩 - 10:57 - フリーウェイブ防災袋 | TENJIN CENTRAL BOWL☆ DJ：LUE                                                                  | Tenjin Fondue☆ DJ：明石昌子 |
| 11 | 00 | 世界のアルバム☆ DJ：（月 - 水）大田こぞう / （木）今村敦子 / （金）山下優子 | 世界のアルバム☆ DJ：（月 - 水）大田こぞう / （木）今村敦子 / （金）山下優子 | 世界のアルバム☆ DJ：（月 - 水）大田こぞう / （木）今村敦子 / （金）山下優子 | 世界のアルバム☆ DJ：（月 - 水）大田こぞう / （木）今村敦子 / （金）山下優子 | 世界のアルバム☆ DJ：（月 - 水）大田こぞう / （木）今村敦子 / （金）山下優子 | TENJIN CENTRAL BOWL☆ DJ：LUE                                                                  | weekend contact DJ：貝原亜弥・ポンセ歩 |
| 11 | 30 | はにほの泡 DJ：大田こぞう | はにほの泡 DJ：大田こぞう | はにほの泡 DJ：大田こぞう | Do Re Mi Delicious DJ：今村敦子 | WEEKEND MASTER DJ：山下優子 | TENJIN CENTRAL BOWL☆ DJ：LUE                                                                  | weekend contact DJ：貝原亜弥・ポンセ歩 |
| 12 | 00 | はにほの泡 DJ：大田こぞう | はにほの泡 DJ：大田こぞう | はにほの泡 DJ：大田こぞう | Do Re Mi Delicious DJ：今村敦子 | WEEKEND MASTER DJ：山下優子 | TENJIN DX DJ：（土）コガ☆アキ / （日）山下優子                                                | TENJIN DX DJ：（土）コガ☆アキ / （日）山下優子 |
| 13 | 00 | はにほの泡 DJ：大田こぞう | はにほの泡 DJ：大田こぞう | はにほの泡 DJ：大田こぞう | Do Re Mi Delicious DJ：今村敦子 | WEEKEND MASTER DJ：山下優子 | TENJIN DX DJ：（土）コガ☆アキ / （日）山下優子                                                | TENJIN DX DJ：（土）コガ☆アキ / （日）山下優子 |
| 14 | 00 | はにほの泡 DJ：大田こぞう | はにほの泡 DJ：大田こぞう | はにほの泡 DJ：大田こぞう | Do Re Mi Delicious DJ：今村敦子 | WEEKEND MASTER DJ：山下優子 | meet the よか音☆ DJ：コガ☆アキ                                                                | TOWER RECORDS COUNT DOWN RADIO☆ DJ：甲斐田貴之 |
| 14 | 30 | はにほの泡 DJ：大田こぞう | はにほの泡 DJ：大田こぞう | はにほの泡 DJ：大田こぞう | Do Re Mi Delicious DJ：今村敦子 | WEEKEND MASTER DJ：山下優子 | E-STYLE                                                                                       | アコーディオンの時間 DJ：Ringin' Bells Rondo Club |
| 15 | 00 | daytime contact DJ：貝原亜弥・ポンセ歩 - 15:45（月）Tenjin Cinema Concierge | daytime contact DJ：貝原亜弥・ポンセ歩 - 15:45（月）Tenjin Cinema Concierge | daytime contact DJ：貝原亜弥・ポンセ歩 - 15:45（月）Tenjin Cinema Concierge | daytime contact DJ：貝原亜弥・ポンセ歩 - 15:45（月）Tenjin Cinema Concierge | PARK SIDE CAFE DJ：コガ☆アキ - 18:00 - 18:10 山田広野の活弁名画劇場 - DJ：山田広野 - 19:00 - 19:30 ギンギララジオ - DJ：ギンギラ太陽's☆                                              | T.B.A DJ：Sinful                                                                              | Sunday Global Session☆ - 15:00 - DJ：Yanzhen(エンシン)【中国】 - 16:00 - DJ：Karina（カリナ）【インドネシア】 - 17:00 - DJ：Sach                                    |
| 15 | 30 | daytime contact DJ：貝原亜弥・ポンセ歩 - 15:45（月）Tenjin Cinema Concierge | daytime contact DJ：貝原亜弥・ポンセ歩 - 15:45（月）Tenjin Cinema Concierge | daytime contact DJ：貝原亜弥・ポンセ歩 - 15:45（月）Tenjin Cinema Concierge | daytime contact DJ：貝原亜弥・ポンセ歩 - 15:45（月）Tenjin Cinema Concierge | PARK SIDE CAFE DJ：コガ☆アキ - 18:00 - 18:10 山田広野の活弁名画劇場 - DJ：山田広野 - 19:00 - 19:30 ギンギララジオ - DJ：ギンギラ太陽's☆                                              | 梅☆星のMUSIC BOX DJ：梅☆星                                                                    | Sunday Global Session☆ - 15:00 - DJ：Yanzhen(エンシン)【中国】 - 16:00 - DJ：Karina（カリナ）【インドネシア】 - 17:00 - DJ：Sach                                    |
| 16 | 00 | JACK POT 16 DJ：甲斐田貴之 | JACK POT 16 DJ：甲斐田貴之 | JACK POT 16 DJ：甲斐田貴之 | JACK POT 16 DJ：甲斐田貴之 | PARK SIDE CAFE DJ：コガ☆アキ - 18:00 - 18:10 山田広野の活弁名画劇場 - DJ：山田広野 - 19:00 - 19:30 ギンギララジオ - DJ：ギンギラ太陽's☆                                              | TENJIN DX DJ：コガ☆アキ                                                                       | Sunday Global Session☆ - 15:00 - DJ：Yanzhen(エンシン)【中国】 - 16:00 - DJ：Karina（カリナ）【インドネシア】 - 17:00 - DJ：Sach                                    |
| 17 | 00 | JACK POT 16 DJ：甲斐田貴之 | JACK POT 16 DJ：甲斐田貴之 | JACK POT 16 DJ：甲斐田貴之 | JACK POT 16 DJ：甲斐田貴之 | PARK SIDE CAFE DJ：コガ☆アキ - 18:00 - 18:10 山田広野の活弁名画劇場 - DJ：山田広野 - 19:00 - 19:30 ギンギララジオ - DJ：ギンギラ太陽's☆                                              | TENJIN DX DJ：コガ☆アキ                                                                       | Sunday Global Session☆ - 15:00 - DJ：Yanzhen(エンシン)【中国】 - 16:00 - DJ：Karina（カリナ）【インドネシア】 - 17:00 - DJ：Sach                                    |
| 18 | 00 | JACK POT 16 DJ：甲斐田貴之 | JACK POT 16 DJ：甲斐田貴之 | JACK POT 16 DJ：甲斐田貴之 | JACK POT 16 DJ：甲斐田貴之 | PARK SIDE CAFE DJ：コガ☆アキ - 18:00 - 18:10 山田広野の活弁名画劇場 - DJ：山田広野 - 19:00 - 19:30 ギンギララジオ - DJ：ギンギラ太陽's☆                                              | TENJIN DX DJ：コガ☆アキ                                                                       | Sunday Global Session☆ - 15:00 - DJ：Yanzhen(エンシン)【中国】 - 16:00 - DJ：Karina（カリナ）【インドネシア】 - 17:00 - DJ：Sach                                    |
| 18 | 30 | JACK POT 16 DJ：甲斐田貴之 | JACK POT 16 DJ：甲斐田貴之 | JACK POT 16 DJ：甲斐田貴之 | JACK POT 16 DJ：甲斐田貴之 | PARK SIDE CAFE DJ：コガ☆アキ - 18:00 - 18:10 山田広野の活弁名画劇場 - DJ：山田広野 - 19:00 - 19:30 ギンギララジオ - DJ：ギンギラ太陽's☆                                              | 八風presents のぼせかけのRADIO☆                                                               | Sunday Global Session☆ - 15:00 - DJ：Yanzhen(エンシン)【中国】 - 16:00 - DJ：Karina（カリナ）【インドネシア】 - 17:00 - DJ：Sach                                    |
| 19 | 00 | JACK POT 16 DJ：甲斐田貴之 | JACK POT 16 DJ：甲斐田貴之 | JACK POT 16 DJ：甲斐田貴之 | JACK POT 16 DJ：甲斐田貴之 | PARK SIDE CAFE DJ：コガ☆アキ - 18:00 - 18:10 山田広野の活弁名画劇場 - DJ：山田広野 - 19:00 - 19:30 ギンギララジオ - DJ：ギンギラ太陽's☆                                              | weekend contact DJ：貝原亜弥・ポンセ歩                                                        | 2D DJ：美鈴 |
| 19 | 30 | JACK POT 16 DJ：甲斐田貴之 | JACK POT 16 DJ：甲斐田貴之 | JACK POT 16 DJ：甲斐田貴之 | JACK POT 16 DJ：甲斐田貴之 | PARK SIDE CAFE DJ：コガ☆アキ - 18:00 - 18:10 山田広野の活弁名画劇場 - DJ：山田広野 - 19:00 - 19:30 ギンギララジオ - DJ：ギンギラ太陽's☆                                              | weekend contact DJ：貝原亜弥・ポンセ歩                                                        | ガンガンミサンガ DJ：ミサンガ |
| 20 | 00 | CLUB RADIO DICTIONARY◆ （月）音選協アワー （火）ANY MUSIC.BUT GOOD （水）音選協アワー （木）音選協アワー - 20:57 - フリーウェイブ防災袋                                              | CLUB RADIO DICTIONARY◆ （月）音選協アワー （火）ANY MUSIC.BUT GOOD （水）音選協アワー （木）音選協アワー - 20:57 - フリーウェイブ防災袋                                              | CLUB RADIO DICTIONARY◆ （月）音選協アワー （火）ANY MUSIC.BUT GOOD （水）音選協アワー （木）音選協アワー - 20:57 - フリーウェイブ防災袋                                              | CLUB RADIO DICTIONARY◆ （月）音選協アワー （火）ANY MUSIC.BUT GOOD （水）音選協アワー （木）音選協アワー - 20:57 - フリーウェイブ防災袋                                              | NUMBER SHOT☆ DJ：橋本 武士 | SATURDAY SPECIAL - 第1･3週 アブレディオ - 第2･4週 Blues vill Shibuya - 第5週 Saturday Special | Bluem of Youthの「日8教室」 DJ：Bluem of Youth |
| 20 | 30 | CLUB RADIO DICTIONARY◆ （月）音選協アワー （火）ANY MUSIC.BUT GOOD （水）音選協アワー （木）音選協アワー - 20:57 - フリーウェイブ防災袋                                              | CLUB RADIO DICTIONARY◆ （月）音選協アワー （火）ANY MUSIC.BUT GOOD （水）音選協アワー （木）音選協アワー - 20:57 - フリーウェイブ防災袋                                              | CLUB RADIO DICTIONARY◆ （月）音選協アワー （火）ANY MUSIC.BUT GOOD （水）音選協アワー （木）音選協アワー - 20:57 - フリーウェイブ防災袋                                              | CLUB RADIO DICTIONARY◆ （月）音選協アワー （火）ANY MUSIC.BUT GOOD （水）音選協アワー （木）音選協アワー - 20:57 - フリーウェイブ防災袋                                              | CHERRY OH BABY DJ：LUE | SATURDAY SPECIAL - 第1･3週 アブレディオ - 第2･4週 Blues vill Shibuya - 第5週 Saturday Special | IFS（アイエフエス） DJ：内畑寛 |
| 21 | 00 | Cruisin' DJ：佐藤ともやす | Cruisin' DJ：佐藤ともやす | Cruisin' DJ：佐藤ともやす | Cruisin' DJ：佐藤ともやす | CHERRY OH BABY DJ：LUE | JAZZ COMBO☆ DJ：有田幹治                                                                      | AsianQwave☆ DJ：コガ☆アキ |
| 22 | 00 | Cruisin' DJ：佐藤ともやす | Cruisin' DJ：佐藤ともやす | Cruisin' DJ：佐藤ともやす | Cruisin' DJ：佐藤ともやす | 恋ラジ DJ：甲斐田貴之 | ザ・サラリーマン                                                                              | 彼等は呆れて出て行った - 第1週:RADIO TROUVILLE / DJ：EDANI - 第2週:地球に金的 / DJ：大田こぞう - 第3週:Fake Plastic Girl / DJ：M.Y.K - 第4週:HIGH TIMES / DJ：SUGER |
| 23 | 00 | Entrance DJ：TAKAKO | Night Slowly DJ：EDANI | 天声犬語 DJ：TK DOG | Libera Scene DJ：マツエダトオル | 711◆ DJ：松浦俊夫 - 23:57 - フリーウェイブ防災袋 | lush hour◆ DJ：UFO                                                                            | ドラムの肝 DJ：鵜野剛 |
| 23 | 30 | Entrance DJ：TAKAKO | Night Slowly DJ：EDANI | 天声犬語 DJ：TK DOG | Libera Scene DJ：マツエダトオル | 711◆ DJ：松浦俊夫 - 23:57 - フリーウェイブ防災袋 | lush hour◆ DJ：UFO                                                                            | はかたエキマエ音舗 DJ：コージー |
| 24 | 00 | insomniac（フィラー放送） | insomniac（フィラー放送） | insomniac（フィラー放送） | insomniac（フィラー放送） | insomniac（フィラー放送） | insomniac（フィラー放送）                                                                     | insomniac（フィラー放送） |
| 25 | 00 | insomniac（フィラー放送） | insomniac（フィラー放送） | insomniac（フィラー放送） | insomniac（フィラー放送） | insomniac（フィラー放送） | insomniac（フィラー放送）                                                                     | insomniac（フィラー放送） |
| 26 | 00 | insomniac（フィラー放送） | insomniac（フィラー放送） | insomniac（フィラー放送） | insomniac（フィラー放送） | insomniac（フィラー放送） | insomniac（フィラー放送）                                                                     | insomniac（フィラー放送） |
| 27 | 00 | insomniac（フィラー放送） | insomniac（フィラー放送） | insomniac（フィラー放送） | insomniac（フィラー放送） | insomniac（フィラー放送） | insomniac（フィラー放送）                                                                     | insomniac（フィラー放送） |
| 28 | 00 | insomniac（フィラー放送） | insomniac（フィラー放送） | insomniac（フィラー放送） | insomniac（フィラー放送） | insomniac（フィラー放送） | insomniac（フィラー放送）                                                                     | insomniac（フィラー放送） |
| 29 | 00 | insomniac（フィラー放送） | insomniac（フィラー放送） | insomniac（フィラー放送） | insomniac（フィラー放送） | insomniac（フィラー放送） | insomniac（フィラー放送）                                                                     | insomniac（フィラー放送） |

### 特記事項
- Spicy Life - 西鉄の単独提供。FREE WAVEをネットキー局にして九州の一部コミュニティFM局で放送されていた。ネット局と放送時間は以下の通り。後番組「Tenjin Fondue」は熊本・鹿児島の3局ネットに縮小されている。
  - FREE WAVE・Dreams FM（久留米市）・スターコーンFM（築上町）・レインボーFM（長崎県諫早市）・かっぱFM（熊本県八代市）・サンシャインFM（宮崎市）・City FM 764（宮崎県都城市） - 日曜9:00
  - Style FM（福岡市早良区）・FM KITAQ（北九州市） - 日曜7:00
  - FRIENDS FM（鹿児島市） - 土曜23:00
  - FM791（熊本市） - 日曜8:00
  - green pocket（熊本県小国町）でも放送されている（公式サイト上に記載は無いが番組冒頭にネット局案内がされている）

その他、スポンサーからの持ち込み番組も多く放送されていた。

## その他
- サテライトスタジオが天神のど真ん中である警固公園に面していることもあり、局の知名度が高く、県域局を凌ぐ人気を持っていた。さらに近年は同じく福岡市内で放送していた福岡コミュニティ放送（FM MiMi→Style FM、2010年閉局）がリスナー層を女性に限定したことについて賛否両論があり、結果的にリスナーの流入が起こっていた事もあって、さらにリスナーが増え続けていた。
- 月刊の無料情報誌、EPを制作、西鉄電車の駅などを中心に福岡都市圏で配布している。また、西鉄高速バスの各座席にも用意されているため、福岡都市圏以外の人でも福岡市へ向かう高速バス路線で西鉄の車両に乗れば、EPを読むことが可能である。
- 福岡三越前のライオン広場、ソラリアプラザ1階の広場「ゼファ」、天神地区にある4つの大型スクリーンを管轄しており、昼間の番組では毎時30分になると、スタジオの模様がスクリーンに映し出されていた。
- 読売新聞の福岡・筑後版の第2テレビ・ラジオ欄（朝刊のみ）に番組表を他のラジオ局と同じスペースで掲載（Love FMとラジオNIKKEIの中間）していた。また西日本新聞の福岡都市圏版（朝刊）にも番組表が掲載されていた。
- 2005年7月1日より、難聴取地域や情報デバイト解消のためSimulRadioを通じて、自主制作番組のみネット配信実験を開始。同年8月19日、正式に終了を発表した。
- 旧九州国際エフエムは本社及びサテライトスタジオ近くの岩田屋にあり、特別番組やイベントにおいて手を組むことが多く、また、Love FMのDJ（現役、経験者問わず）が天神エフエムでレギュラー番組を持ったり、またその逆も珍しくなかった。そのことが、同社事業引継ぎにあたっての下地になった。なお、FREE WAVEの一部番組とDJはLove FMに引き継がれた。
- またFM FUKUOKAとの結びつきも強く、同局のアナウンサーだった縄田和彦が一時期出向していた他、ゼファで同局の公開生放送が行われる際はFREE WAVEでも同時放送される事があった（その際は本編はもとよりCMやニュース、天気、交通情報も全く同じものが放送される）。
- 西日本鉄道が天神への集客のために立ち上げた地域情報サイト「天神サイト」の運営を、2008年7月より受託。福岡・天神の情報発信により力を入れている。天神サイトの業務委託を契機にインターネット事業を本格的に開始。地域情報を絡めたサイト展開やラジオ、街頭ビジョン、イベントなどを使ったクロスメディア展開により、一般のホームページ制作会社にはできないサイト制作事業を展開している。
- FREE WAVEの閉局により、結果的に福岡市にあった2つのコミュニティ放送局はどちらも放送が終了し、2年ほど政令指定都市では唯一、福岡市にコミュニティFMが存在しない期間が出来た。2013年1月11日にコミュニティメディアパートナーズ福岡（コミュニティラジオ天神）が開局（天神エフエムと同じ周波数である）。